# Elie Nadelman

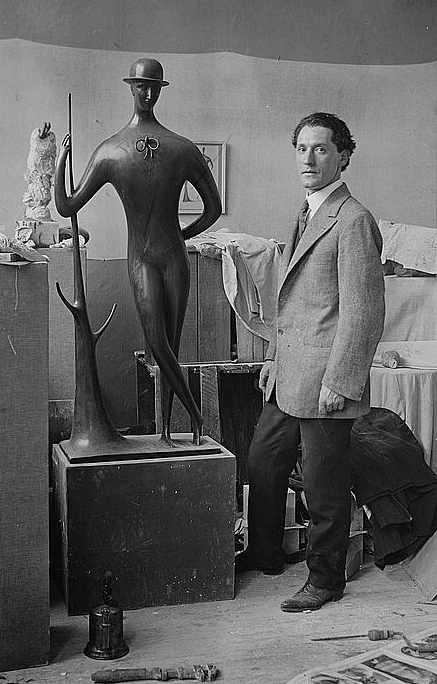
Elie Nadelman mit seiner Skulptur "Man in the open air"

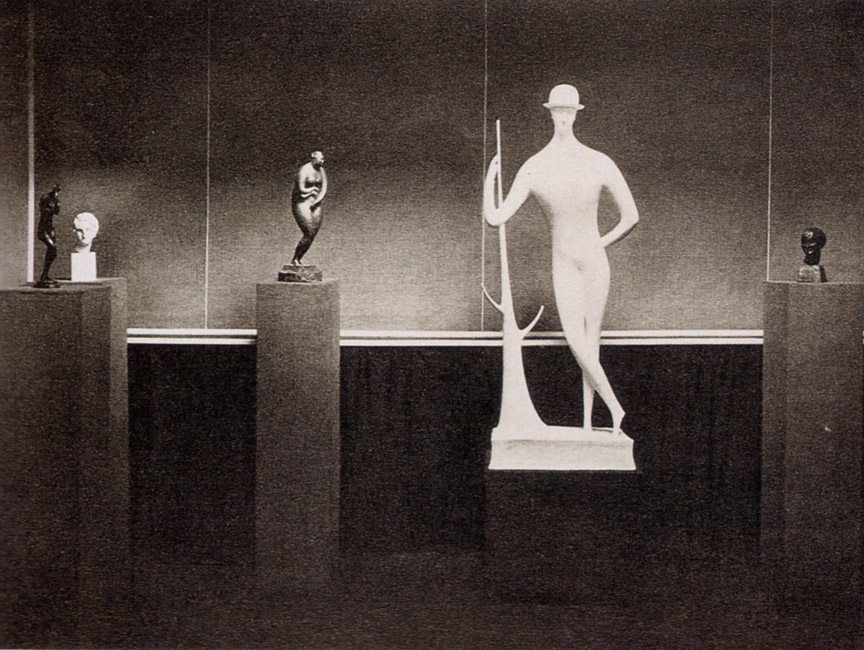
Alfred Stieglitz: Nadelman-Ausstellung (1915)

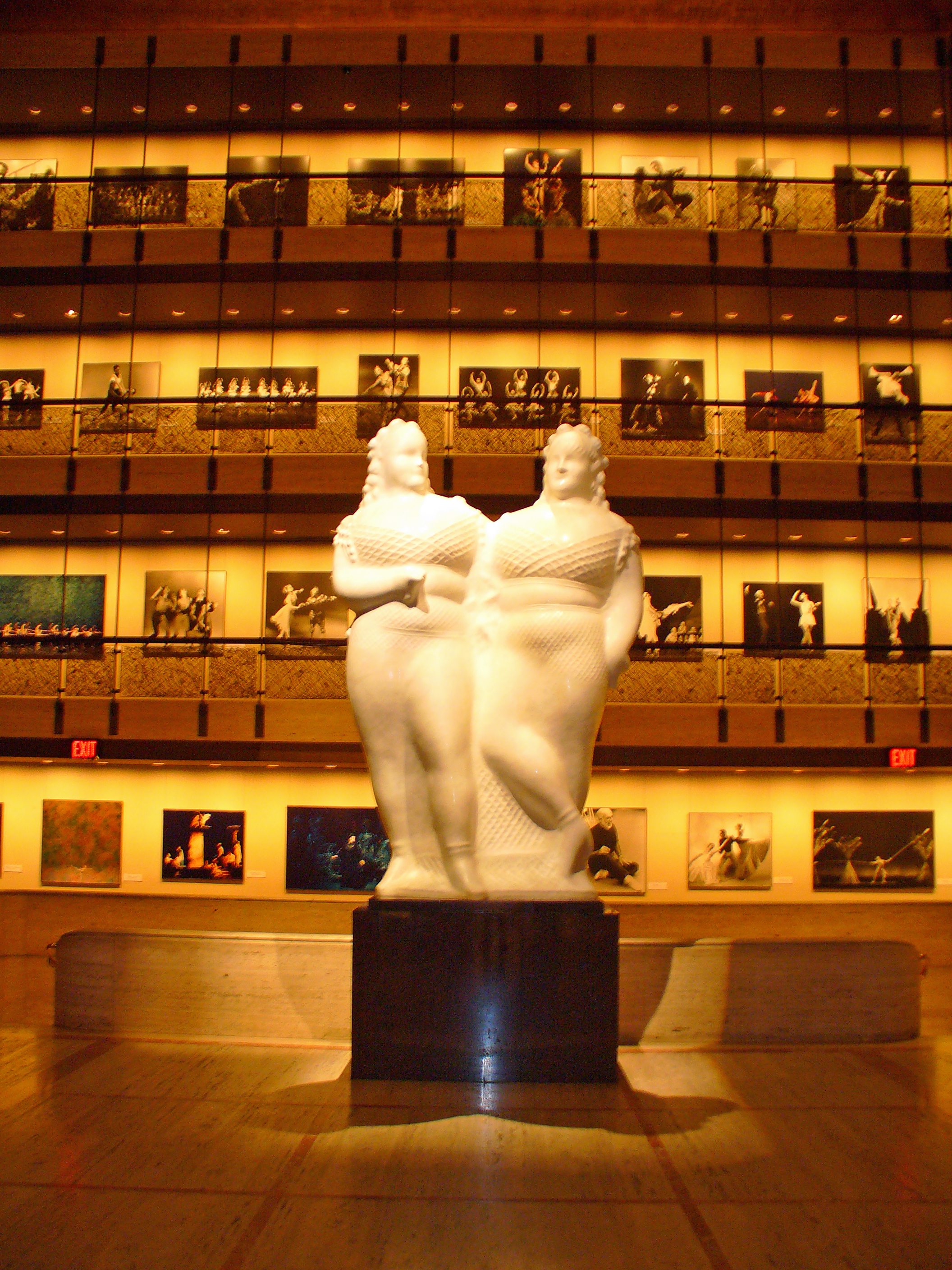
Elie Nadelman „Circus Women“ im New York State Theater

Elie Nadelman (eigentlich: Eliasz Nadelman) (* 20. Februar 1882 in Warschau, Russisches Kaiserreich; † 28. Dezember 1946 in New York City) war ein Bildhauer, Zeichner und Sammler polnischer Abstammung.

## Leben
Nach kurzem Studium in Warschau ging Elie Nadelman 1902 nach München. Dort wurde in der Glyptothek sein Interesse an antiker Kunst geweckt. Von 1904 bis 1914 lebte Nadelman in Paris und lernte die dortige Avantgarde kennen. Zwischen 1905 und 1908 konnte er in der Société des Artistes Indépendants und dem Salon d’Automne (Pariser Herbstsalon) ausstellen.
Seine erste Einzelausstellung fand 1909 in der Pariser Galerie Druet statt – mit kubistischen Zeichnungen sowie klassisch gestalteten Plastiken aus Gips und Bronze, die Frauenköpfe oder stehende Ganzkörper-Akte darstellten. Die kubistischen Zeichnungen erwarb Leo Stein, der ein Jahr zuvor einmal auch Pablo Picasso in Nadelmans Atelier mitgebracht hatte. Eine besonders detaillierte und genaue Darstellung von Nadelmans Arbeiten zwischen 1905 und 1912, die von besonderer Bedeutung für moderne Bildhauerei des frühen 20. Jahrhunderts waren, findet sich bei Athena T. Spear (siehe „Literatur“).
1914 zog Nadelman in die Vereinigten Staaten und heiratete dort die wohlhabende Erbin Mrs. Viola Flannery und baute eine umfangreiche und hochwertige Sammlung volkskundlicher Skulpturen auf. Zugleich variierte er seinen Stil und konnte hohe, günstige Auflagen seiner klassisch und einfach gehaltenen Figuren verkaufen, die an Tanagra-Figuren erinnern. Auch schuf er gegenständliche Bronzeplastiken mit einfachen Formen und glatten Konturen wie etwa „Man in the Open Air“ (um 1915, Museum of Modern Art, New York). In der Folgezeit entwickelte Nadelman seinen einzigartigen Stil, indem er den Stil, den er in Europa entwickelte, mit Einflüssen aus der amerikanischen Gesellschaft und Alltagskultur verband. Der Balanceakt, den Nadelman zwischen Klassischem und Zeitgenössischem vollzog, ist zugleich die Wurzel seiner Kunst.
Von den zwanziger Jahren bis zu seinem Tode lebte und arbeitete Nadelman in Riverdale im New Yorker Stadtteil Bronx.
1927 nahm Nadelman die US-amerikanische Staatsbürgerschaft an. Während der Großen Depression verlor er sein Vermögen und da seine Arbeit die Kunstwelt kaum interessierte, nahmen Sammler Moderner Kunst von ihm wenig Notiz. Als Auftragsarbeiten nahm er nur Porträts an und musste seine Sammlung an Volkskunst Stück für Stück verkaufen, um die laufenden Rechnungen begleichen zu können.
Seine letzte Einzelausstellung fand 1930 in Bernheim-Jeune in Paris statt. 1935 wurden viele seiner Gips- und Holzplastiken von Handwerkern zerstört, die sein Atelier renovieren sollten. Nadelman verstaute alle Arbeiten, die er vor 1935 anfertigte, auf seinem Dachboden bzw. im Keller und ließ sie dort verfallen. Nach seinem Tod am 28. Dezember 1946 wurde seine Skulptur „Man in the Open Air“ restauriert und durch eine Retrospektive im Museum of Modern Art (MOMA) in New York einer breiten Öffentlichkeit vorgestellt. Anschließend gewann sein Werk zunehmend an Bedeutung. Seine Arbeiten finden sich in vielen bedeutenden Museen und Abhandlungen über amerikanische Kunstgeschichte.

## Arbeiten
- Standing Nude (um 1908), Metropolitan Museum of Art
- Ideal Head (um 1910), Honolulu Academy of Arts
- Man in the Open Air (um 1915), Museum of Modern Art (MOMA), New York City
- The Resting Stag (um 1915), Honolulu Academy of Arts
- The Wounded Stag (um 1915), Honolulu Academy of Arts
- Dancing Girl (1916–1918), Honolulu Academy of Arts
- Circus Women, New York State Theater (Reproduktion)
- Two Nudes, New York State Theater (Reproduktion)